# Норвегия на «Евровидении-1963»
Норвегия приняла участие на Евровидении 1963, проходившем в Лондоне, Великобритания. Страну представила Анита Таллауг с песней «Solhverv», выступавшая под номером 5. В этом году страна заняла последнее место, впервые в истории страны не получив ни одного балла. Комментатором конкурса от Норвегии в этом году стал Эйвинн Йонссен (NRK и NRK P1), а глашатаем — Руаль Эйен.
Анита Таллауг выступила в сопровождении оркестра под руководством Эйвинна Берга.

## Национальный отбор
| Номер | Артист 1        | Артист 2        | Песня                             | Баллы | Место |
| ----- | --------------- | --------------- | --------------------------------- | ----- | ----- |
| 1     | Ray Adams       | Йенс Бук-Йенсен | «Vi slentret langs en vårlig sti» | 54    | 3-е   |
| 2     | Анита Таллауг   | Нора Брокстедт  | «Drømmekjolen»                    | 50    | 4-е   |
| 3     | Нора Брокстедт  | Jan Høiland     | «Solhverv»                        | 81    | 1-е   |
| 4     | Beate Brevik    | Анита Таллауг   | «Adjø»                            | 40    | 5-е   |
| 5     | Йенс Бук-Йенсен | Ray Adams       | «Jakteskipperen»                  | 59    | 2-е   |

Финал национального отбора, в формате Melodi Grand Prix, состоялся 10 февраля 1963 года в телестудии NRK в Осло. Песня была исполнена дважды разными артистами, сначала с маленьким оркестром, затем — с большим. Жюри было решено отправить в очередной раз Нору Брокстедт, но она отказалась ввиду гастрольного графика. Существуют предположения, что Норе не понравилась песня «Solhverv», и боясь получить низкие баллы, она решила не принимать участие в конкурсе. Таким образом, вместо Брокстедт была выбрана Анита Таллауг.

## Голосование Норвегии
Голосование на «Евровидении-1963» запомнилось путаницей с норвежским жюри, которое не смогло объявить свои результаты голосования как следует, поскольку не успело их подсчитать. Было решено продолжить к другим странам, и вернуться к норвежцам в конце. Перед повторным оглашением голосов норвежского жюри, лидером была Швейцария с 42-мя баллами, в то время, как Дания занимала вторую строчку с 40 баллами. Изначально норвежское жюри сообщило, что присуждает 3 балла Швейцарии, и 2 — Дании; но при повторном оглашении голосов, Швейцария получила лишь один балл, в то время, как Дания получила 4, что позволило ей занять первое место. Из-за этого инцидента начался скандал, поскольку многие были уверены, что норвежцы сделали это специально, чтобы помочь своим соседям победить, однако позже проведённое расследование показало, что баллы от Норвегии были объявлены правильно.

## Страны, отдавшие баллы Норвегии
Каждая страна присуждала от 1 до 5 баллов пяти наиболее понравившимся песням.
В этом году страна впервые заняла последнее место, не получив ни одного балла.

## Страны, получившие баллы от Норвегии
|          | начальные      | итоговые       |
| 5 баллов | Великобритания | Великобритания |
| 4 балла  | Италия         | Дания          |
| 3 балла  | Швейцария      | Италия         |
| 2 балла  | Дания          | Германия       |
| 1 балл   | Германия       | Швейцария      |